# Сущёвская полицейская часть
Сущёвская полицейская часть — здание в Москве по адресу Селезнёвская улица, дом 11, строение 1. Объект культурного наследия федерального значения.

## История

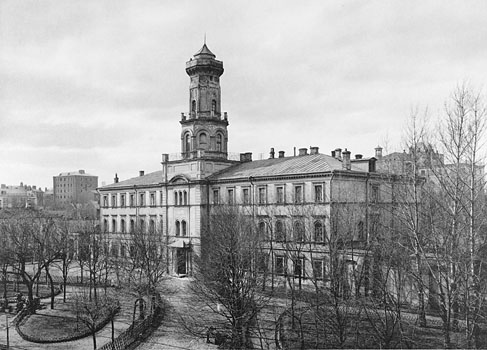
Сущёвский полицейский дом в альбоме муниципальных зданий 1913 года

В конце XVIII века здесь располагалась усадьба действительного статского советника Д. И. Киселева, состоявшая из главного дома и нескольких деревянных служебных построек. Спустя несколько лет после московского пожара, в 1817 году государство выкупило владение у Киселева для устройства Сущёвской полицейской части с пожарным депо. В середине XIX века главный дом был перестроен, проект выполнил архитектор Михаил Доримедонтович Быковский. В то же время рядом были построены здания полицейских и пожарных служб, арестантский дом. Главный дом был надстроен пожарной каланчой, которая позже несколько раз незначительно перестраивалась. Дозорный на каланче следил за возникавшими в городе пожарами, мачта каланчи использовалась для размещения шаров и флагов, а ночью — фонарей, которые указывали на место и размер пожара.
В арестном доме полицейской части в разное время содержались известные заключённые. В 1870-е годы здесь находилась игуменья Митрофания (Розен). В 1909 году по подозрению в пособничестве побегу женщин политзаключенных из Новинской тюрьмы сюда был на небольшой период был помещён поэт В. В. Маяковский. Сидя в камере он писал сестре: «Дорогая Люда… Сижу опять в Сущёвке, в камере нас три человека, кормят или, вернее, кормимся очень хорошо», а также обращался к ней с просьбой прислать книги и рисовальные принадлежности. В одной из газет сообщалось о побеге арестантов: «24 февраля в Сущёвском полицейском доме трое арестантов, крестьяне Алексей Румянцев, Константин Монахов и Василий Светцов, взломав пол в чулане, спустились через проделанное ими отверстие в выгребную яму, откуда выбрались во двор и скрылись».
В Сущёвской полицейской части также сжигали запрещённые цензурой книги. В январе 1888 года здесь был сожжён тираж книги В. А. Гиляровского «Трущобные люди». Сохранились воспоминания автора об этом эпизоде: «Через несколько минут я был уже в Сущёвской части. На большом дворе, около садика, стояло несколько человек пожарных и мальчишек. Снег был покрыт сажей и клочками сгоревшей бумаги. Я увидал высокую решетчатую печь, в которой догорал огонь». Книга Гиляровского стала последней сожжённой, впоследствии запрещённые книги отправляли на переработку.
В Сущевской полицейской  части производился регулярный осмотр легальных проституток. Известная революционерка Е. Брешко-Брешковская, сидевшая под арестом здесь, вспоминала, как плац перед  окном её камеры «заполнялся дважды в неделю, когда у здания части в длинную очередь выстраивались проститутки, явившиеся на медицинское обследование. Среди них попадались и очень элегантные женщины, и не столь нарядные, а замыкали процессию толпы женщин в лохмотьях и даже просто полуголых. В конце очереди стоял городовой с шашкой. К дверям один за другими подкатывали экипажи, из них выходили молодые изысканно одетые женщины и шли в просторный кабинет врача»
В 1898 году в Москве открылись две первые станции «Скорой помощи»: здесь и в Сретенской полицейской части.
Ансамбль бывшей Сущёвской полицейской части сохранился до настоящего времени и был отреставрирован, главное здание занимает Центральный музей МВД России.